# ANFIS
Адаптивная сеть на основе системы нечеткого вывода (adaptive neuro-fuzzy inference system) или Адаптивная нейро-нечеткая система вывода (adaptive network-based fuzzy inference system), ANFIS — это искусственная нейронная сеть, основанная на нечеткой системе вывода Такаги-Сугено.
Метод был разработан в начале 1990-х годов.
Так как этот метод интегрирует принципы нейронных сетей с принципами нечеткой логики, то у него есть потенциал, чтобы совместить их преимущества в одной структуре.
Вывод такой системы соответствует набору нечетких правил «если-то» (if-then), которые имеют способность к обучению аппроксимированию нелинейных функций.
Следовательно, ANFIS считается универсальным оценщиком.
Для использования ANFIS наиболее эффективным и оптимальным способом, можно использовать параметры, полученные с помощью генетического алгоритма.

## Пример
Простой контроллер Сугено-Такаги с двумя входами и двумя правилами:
```
ЕСЛИ P
11
(x
1
) И P
12
(x
2
) ТО f1(x
1
, x
2
)

ЕСЛИ P
21
(x
1
) И P
22
(x
2
) ТО f2(x
1
, x
2
)
```

ANFIS, который реализует этот элемент управления, будет выглядеть следующим образом:

Skizze des oberen Systems